# Bobby Brown (Fußballspieler, 1923)
Robert „Bobby“ Brown (* 19. März 1923 in Dunipace, Stirlingshire; † 15. Januar 2020) war ein schottischer Fußballspieler und -trainer.

## Leben
Im Jahr 1939 absolvierte der Torwart im Alter von 16 Jahren sein erstes Spiel für FC Queen’s Park. In den folgenden beiden Spielzeiten war Brown auf der Position des Torwarts gesetzt, wurde aber 1941 während des Zweiten Weltkriegs in die Fleet Air Arm eingezogen und diente als Pilot.
Brown spielte während des Krieges in einigen Militärvereinen und gab 1946 beim Freundschaftsspiel gegen Belgien schließlich sein Debüt für die schottische Nationalmannschaft. 1946 wechselte er zu den Glasgow Rangers, wo er seine erfolgreichste Zeit verbrachte. 1956 hatte er noch ein kurzes Gastspiel beim FC Falkirk, bevor er im gleichen Jahr zu Brockville wechselte, wo er 1958 seine Karriere im Alter von 35 Jahren beendete.
1958 übernahm er den Trainerposten beim FC St. Johnstone. Im Jahr 1967 wurde er Teamchef der schottischen Nationalmannschaft. Vier Jahre später legte er das Amt nieder und zog sich aus dem Fußballgeschäft zurück.